# Финска на Светском првенству у атлетици у дворани 2008.
Финска је учествовала на Светском првенству у атлетици у дворани 2008. одржаном у Валенсији од 7. до 9. марта. Репрезентацију Финске у њеном дванаестом учушћу на светским првенствима у дворани представљало је двоје атлетичара који су се такмичили у две дисциплине.
На овом првенству Финска није освојила ниједну медаљу. Оборен је национални рекорд у трци на 1.500 метара у дворани за жене.

## Учесници
| Мушкарци: - Роберт Хегблом — бацање кугле | Жене: - Мари Јервенпе — 1.500 м |  |

## Резултати

### Мушкари
| Атлетичар      | Дисциплина   | Лични рекорд | Квалификације | Квалификације | Финале               | Финале       | Детаљи |
| Атлетичар      | Дисциплина   | Лични рекорд | Резултат      | Место         | Резултат             | Место        | Детаљи |
| -------------- | ------------ | ------------ | ------------- | ------------- | -------------------- | ------------ | ------ |
| Роберт Хегблом | бацање кугле | 20,26        | 19,42         | 15            | Није се квалификовао | 15 / 20 (21) |        |

-

### Жене
| Атлетичарка   | Дисциплина | Лични рекорд | Квалификације | Квалификације | Финале                | Финале  | Детаљи |
| Атлетичарка   | Дисциплина | Лични рекорд | Резултат      | Место         | Резултат              | Место   | Детаљи |
| ------------- | ---------- | ------------ | ------------- | ------------- | --------------------- | ------- | ------ |
| Мари Јервенпе | 1.500 м    | 4:15,23      | 4:13,24 НР    | 7. у гр. 1    | Није се квалификовала | 14 / 20 |        |

-